# Tanytarsus breda
Tanytarsus breda är en tvåvingeart som först beskrevs av Roback 1960.  Tanytarsus breda ingår i släktet Tanytarsus och familjen fjädermyggor.
Artens utbredningsområde är Peru. Inga underarter finns listade i Catalogue of Life.